# دولت حقی العظم
دولت حقی العظم، شانزدهمین دولت در تاریخ سوریه جدید و نخستین دولت در زمان جمهوری یکم سوریه در زمان رئیس‌جمهور محمدعلی العابد است. نخست‌وزیری این دولت، برعهدهٔ حقی العظم بود. این بار برای بار دوم بود که العظم، نخست‌وزیر می‌شد. این دولت نیز نخستین دولتی بود که غیرمستقیم از طرف مجلس انتخابی از طرف مردم ایجاد شد و از مجلس رأی اعتماد گرفت. این دولت چهار وزیر داشت که بین اعتدال‌گرایان و تشکل ملی سوریه به صورت مساوی تقسیم شده بود به گفتهٔ مورخین اعتدال‌گرایان جانب‌دار قیمومت فرانسه بر سوریه بودند و از طرف دیگر اعضای تشکل ملی تماما ضد فرانسوی‌ها بود؛ به اعتقاد یوسف الحکیم تاریخ‌نگار سوری مستشاران قیمومت فرانسه بر سوریه در انتخابات مجلس تداخل کردند تا ملی‌گرایان سوری کرسی‌های کمتری نسبت به طرفداران قیمومت فرانسه به دست بیاورند تا رئیس‌جمهور و دولت آینده به نفع قیمومت کار کنند و قرارداد دوستی با فرانسه به امضا برسد و این قرارداد قانونی و از طرف همهٔ مردم سوریه جلوه کند اما ابراهیم هنانو مخالف تحت‌الحمایگی باقی ماندن سوریه با آمدنش به دمشق اعتراض‌های گسترده‌ای روی داد که باعث سقوط این دولت در ۳ ژوئن ۱۹۳۳ شد.

## وزیران کابینهٔ حقی العظم
| وزیر           | وزارت                     | گرایش سیاسی |
| -------------- | ------------------------- | ----------- |
| حقی العظم      | نخست‌وزیر، وزیر کشور       | اعتدال‌گرا   |
| جمیل مردم بیک  | وزیر دارایی، وزیر کشاورزی | تشکل ملی    |
| مظهر رسلان     | وزیر دادگستری، وزیر معارف | تشکل ملی    |
| سلیم جم        | وزیر اقتصاد               | اعتدال‌گرا   |
| نجیب الارمنازی | دبیرکل ریاست جمهوری       |             |